# لغة كيرينسي
لغة كيرينسي (basê Kinci أو basê Kincai) هي لغة أسترونيزية يتحدث بها بشكل رئيسي شعب كيرينسي في مدينة منطقة سونغاي بنوه وأجزاء من كرانشي وميرانغين وبونغو وجمبي. يتحدث بهذه اللغة أيضًا الشتات الكيرينسي في مناطق أخرى من إندونيسيا، كما هو الحال في غرب سومطرة وجاوا؛ وكذلك خارج إندونيسيا كما هو الحال في البحرين ونكري سمبيلن وسلاغور بماليزيا. ويقدر العدد الإجمالي للمتحدثين بلغة كيرينسي بحوالي 300 ألف (2004). باعتبارها لغة أسترونيزية من المجموعة الفرعية الماليزية البولينيزية، ترتبط لغة كيرينسي أيضًا ارتباطًا وثيقًا بلغة مينانغكاباو ولغة جامبي الملايو.

## ملحوظات
1. ↑  Sungai Lui, Sungai Gahal, Sungai Semungkis, dan Pansen di Distrik Hulu Langat